# Mieczysław Litwiński

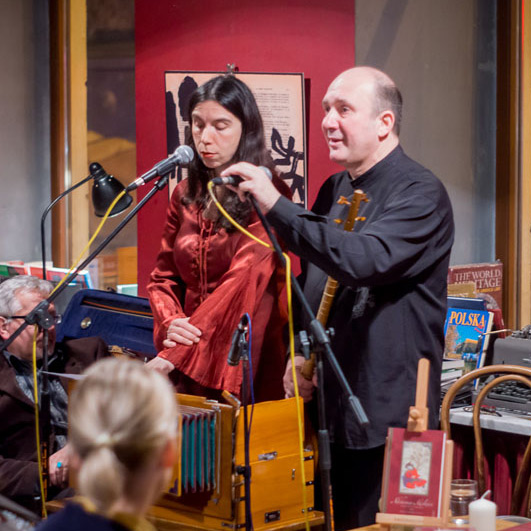
Mieczysław Litwiński und Saba Krasoczko-Litwińska, Duo Sol et Luna (2012)

Mieczysław Eligiusz Litwiński (* 30. Juli 1955 in Będzin) ist ein polnischer Komponist, Multiinstrumentalist, Sänger und Musikpädagoge.

## Leben und Wirken
Litwiński studierte an der Musikakademie in Warschau Komposition bei Tadeusz Paciorkiewicz und Zbigniew Rudziński. Während seines USA-Aufenthaltes von 1986 bis 1991 wurde er durch die Werke John Cages, den er persönlich kennenlernte, beeinflusst. Später nahm er auch Kurse bei Karlheinz Stockhausen. Ab 1991 lebte und arbeitete er in Kaunas, 2000 ging er nach Warschau.
Er war Mitbegründer mehrerer Komponisten- und Instrumentalgruppen, darunter des Cytula Tyfun da Bamba Orkiester (mit Andrzej Bieżan, Krzysztof Knittel und Tadeusz Sudnik, 1981), des Niezależne Studio Muzyki Elektroakustycznej (mit Krzysztof Knittel, Stanisław Krupowicz, Andrzej Bieżan und Tadeusz Sudnik, 1982–84), Light from Poland (1985–86), des Litwinski Ensemble & Choir (1987–91), des Duos Sol et Luna (mit Saba Zuzanna Krasoczko, seit 2000) und der Improvisationsgruppe Kawalerowie Błotni (seit 2004). Im Improvisationsensemble The Mud Cavaliers beschäftigt er sich mit Intuitiver Musik. Als Interpret von moderner Improvisationsmusik und seiner eigenen Kompositionen reiste er als Solist und mit Ensembles durch viele Länder Europas, die USA, Kanada, Russland, Estland, Lettland Litauen und den Iran.
Neben Liedern und Kammermusik komponierte Litwiński zahlreiche Ballettmusiken (u. a. für die Choreographen Ohad Naharin, Royston Maldoom, Muna Tseng, Amy Sue Rosen, Pat Cremins, Tamar Rogoff und Marika Blossfeldt), Schauspiel- und Filmmusiken (u. a. für die Filme Raising Arizona und Barton Fink der Coen-Brüder). In seinen Kompositionen verbindet er Musik verschiedener Stilepochen und geographischer Herkunft. 
Litwiński unterrichtete u. a. an der Universität Kaunas, der Universität Warschau und der New York University und den Konservatorien von Riga, Tallinn und Klaipėda.